# Monte San Vito

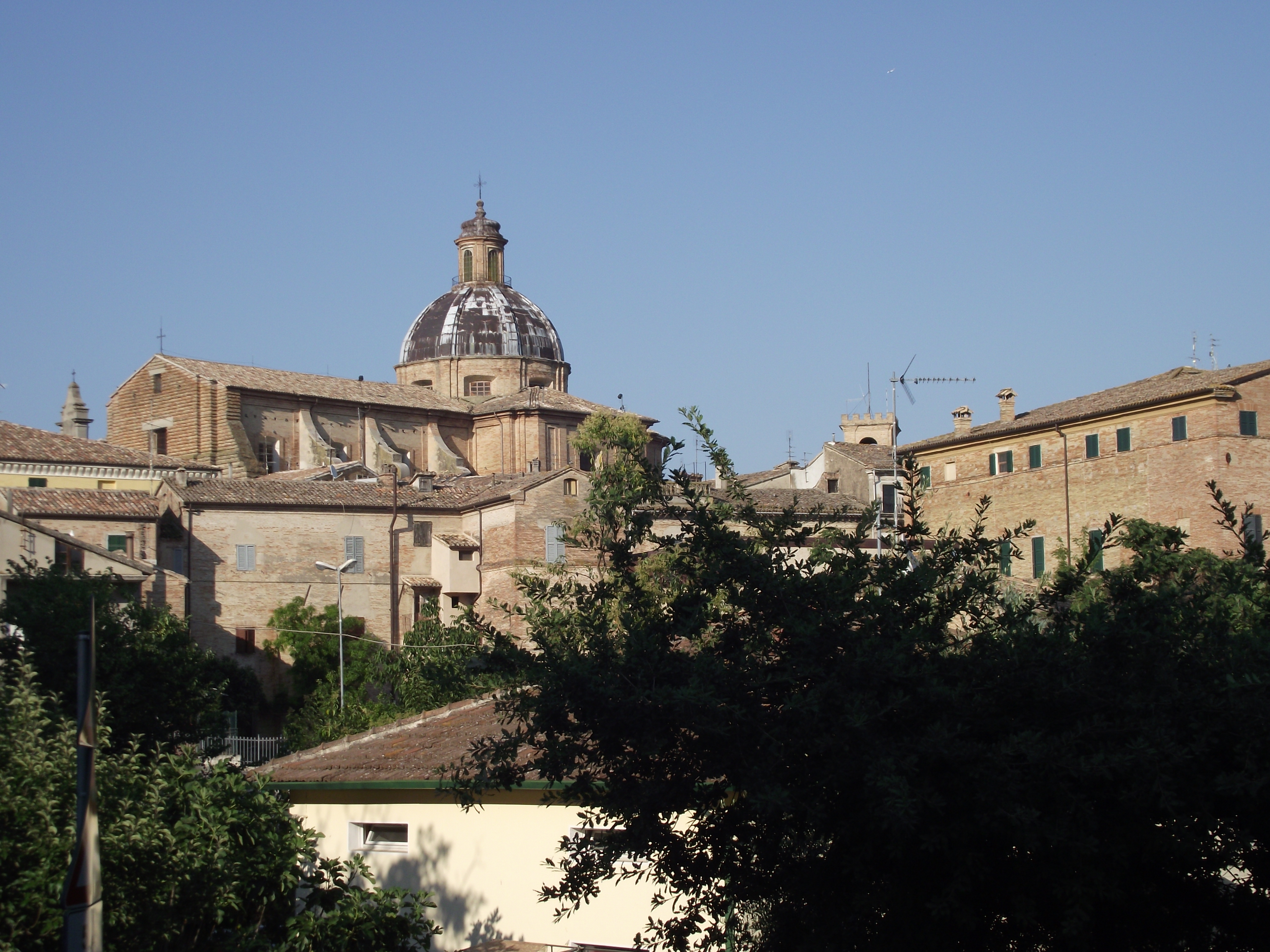
Monte San Vito

Monte San Vito ist eine italienische Gemeinde (comune) mit 6684 Einwohnern (Stand 31. Dezember 2023) in der Provinz Ancona in den Marken. Die Gemeinde liegt etwa 19 Kilometer westlich von Ancona. Die Adriaküste liegt 8 Kilometer im Nordwesten von Monte San Vito.

## Geschichte
Monte San Vito wird erstmals 1053 urkundlich erwähnt. Im 15. Jahrhundert wird die Burganlage durch die Malatesta besetzt.

## Persönlichkeiten

### Söhne und Töchter der Gemeinde
- Livio Fabretti (1786–1855), römisch-katholischer Geistlicher, Zisterzienser, Abt des Klosters Chiaravalle d’Ancona 1835–1845, Abt des Klosters San Bernardo alle Terme 1845–1850, Generalabt des Zisterzienserordens 1845–1850